# Lepidiomyia sylveni
Lepidiomyia sylveni är en tvåvingeart som beskrevs av Fedotova 1992. Lepidiomyia sylveni ingår i släktet Lepidiomyia och familjen gallmyggor.
Artens utbredningsområde är Kazakstan. Inga underarter finns listade i Catalogue of Life.